# Falogocentrismo
Falogocentrismo, em teoria crítica desconstrutivista (pós-estruturalista), é um neologismo cunhado por Jacques Derrida para se referir à postura, convicção ou comportamento baseados na ideia da superioridade masculina, simbolizada no falo. Trata uma estrutura ou estilo de pensamento, linguagem ou escrita (muitas vezes considerada como típica da filosofia, cultura ou literatura tradicionais do Ocidente), desconstruída como expressão das atitudes masculinas e enfatização da superioridade masculina; em que o falocentrismo é implicitamente comunicado por ou através da linguagem.
Falogocentrismo é um termo cunhado por Jacques Derrida que combinou as palavras falocentrismo e logocentrismo para produzir uma crítica às teses de Jacques Lacan no célebre seminário sobre o conto de Edgar Allan Poe The Purloined Letter. Trata-se, portanto, de uma amálgama que parece associar as noções dos termos amalgamados: falocentrismo como "doutrina ou crença centrada no falo, especialmente na convicção da superioridade do sexo masculino"; e logocentrismo, palavra que também ganhou uso com o filósofo Derrida (1930-2003), para designar a "centralidade do logos no pensamento ocidental, questionável em decorrência do seu caráter metafísico, fruto de uma consciência interiorizada que se expressa especialmente através da linguagem falada e empreende uma investigação ontológica da realidade". Este termo é utilizado na crítica feminista para denotar "a dominação masculina, evidente no facto de o falo ser sempre aceite como o único ponto de referência, o único modo de validação da realidade cultural". A mulher é sempre olhada com base na sua relação ao homem, que na sociedade dominada pelo falogocentrismo, deixa-se prevalecer os aspectos que lhe faltam por oposição à plenitude do homem.